# Jeremiah Hill
Jeremaih Hill, né le 4 septembre 1995, à Richmond Hill (États-Unis) est un joueur professionnel de basket-ball américano-camerounais.
Il évolue au poste de meneur.

## Biographie

### High School
Il joue à Richmond Hills en High School.

### En Université américaine
Il évolue de 2013 à 2014 à Savannah State Tigers puis de 2014 à 2017 à Valdosta State Tigers (Université d'État de Fairmont) en NCAA (Division 2). En 2017, il est nommé par les entraineurs dans l'équipe américaine de cette division. Il marque lors de sa dernière saison 19,6 points par match, prend 5,5 rebonds et distribue 4,3 passes décisives par match. Il n'est pas drafté en 2017.

### Carrière de professionnel
Il joue pour  Giants de Jacksonville (ABA) et gagne ce championnat en 2018. Le 10 avril 2018, Hill signe au Magic d'Osceola. Le 6 février 2019, contre le Maine Red Claws, il score sa meilleure marque de points avec 30 points. En juillet 2019, Hill signe au BC Astana (VTB League et Championnat du Kazakhstan) au Kazakhstan. Il est élu en 2021 dans l'équipe type de ce championnat et reçoit le titre de meilleur joueur de l'année 2020-21 du Kazakhstan et MVP des finales.
Le 24 juillet 2021, il signe au Parma BC qui évolue en VTB League. Le 9 mars 2022, il rejoint Gravelines Dunkerque (Bet Clic Elite). Le 22 juillet 2022, il signe un contrat avec le Betis Séville (Liga Endesa). Le 7 janvier 2023, il signe à Girone (Liga Endesa). Il part jouer au Runa Basket Moscou (VTB League) pour la saison 2023-24. Le 22 juillet 2024, Hill signe à Chalon-sur-Saône (BetClic Elite),.

## Palmarès
- Champion ABA : 2018
- Champion du Kazakhstan : 2021
- Joueur du mois d’avril Betclic Élite : 2025[15].